# روزی دیگر
یک روز دیگر یا روزی دیگر (انگلیسی: Another Day) یک رمان عاشقانه و فانتزی برای نوجوانان نوشتهٔ دیوید لویتان نویسندهٔ آمریکایی است. این رمان در ۲۵ اوت ۲۰۱۵ از طریق رندوم هاوس چیلدرنز بوکز منتشر شد. روزی دیگر، دنبالهٔ رمان عاشقانهٔ محبوب نوجوانان، هر روز است. هر روز داستانی را از طریق چشم‌انداز «اِی»، روحی که عاشق دختری به نام ریانون می‌شود، شروع می‌کند. روزی دیگر دارای داستانی مشابه است. با این حال، از دیدگاه ریانون بازگو می‌شود. هر دو کتاب با دنباله‌ای در سال ۲۰۱۸ تحت عنوان روزی دنبال شدند که دیدگاه‌های اِی و ریانون را در فصل‌های مختلف به همراه بسیاری از دیدگاه‌های دیگر در بر می‌گیرد.